# 武隆喀斯特
武隆喀斯特分布于重庆市武隆区境内，分为天生三桥、箐口天坑和芙蓉洞三大片，有天生桥、天坑地缝、溶洞等立体喀斯特景观。这几大片区分别作为国家级、直辖市级风景名胜区并整体作为“重庆武隆岩溶国家地质公园”加以保护。
2007年6月作为中国南方喀斯特的组成部分被列入联合国世界自然遗产。

## 景点

### 天生三桥

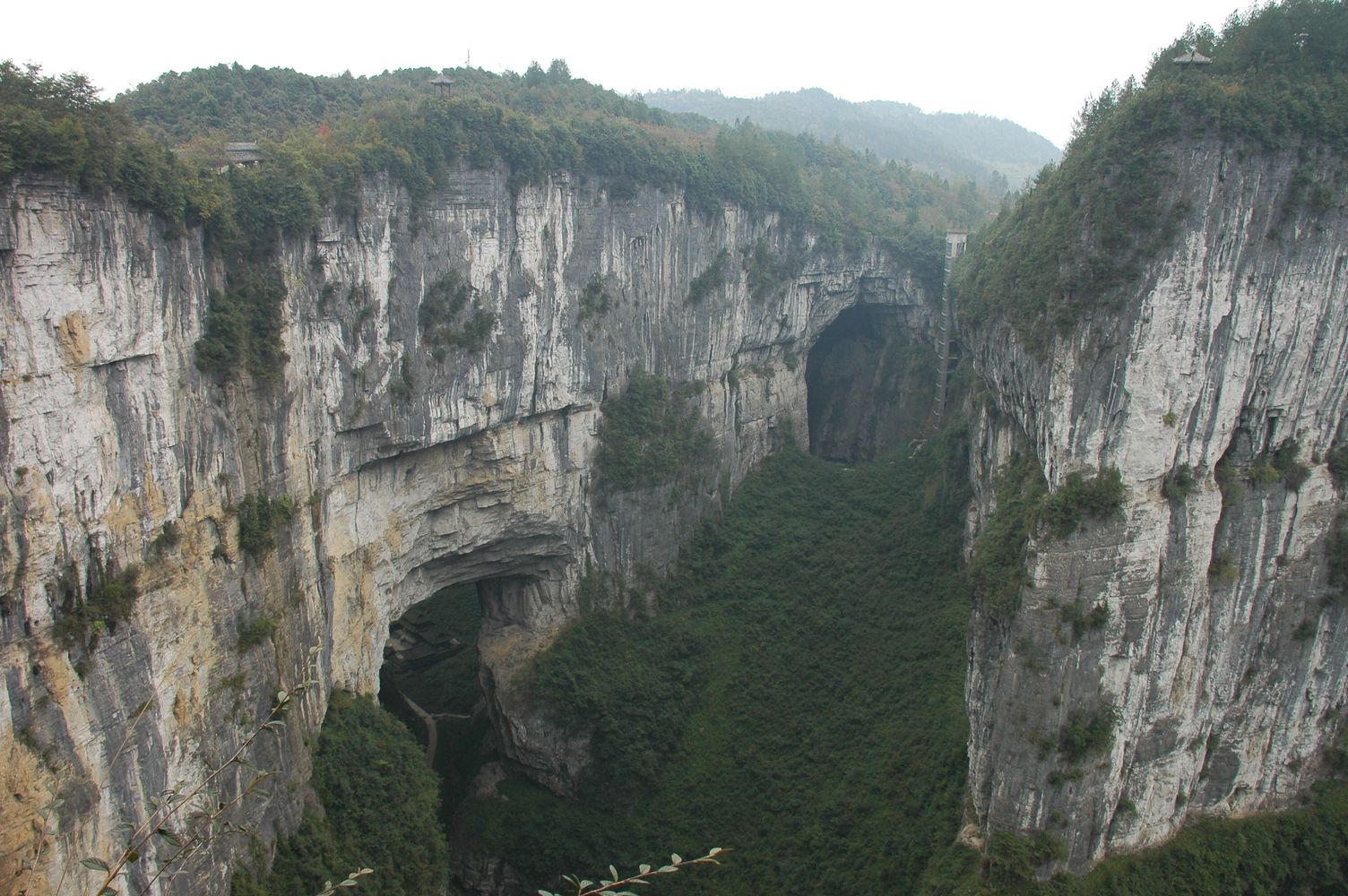
天生三桥

天生三桥位于武隆区仙女山镇，核心保护区约22平方公里，包括天龙桥、青龙桥、黑龙桥、青龙天坑、神鹰天坑、羊水河喀斯特峡谷、龙水峡地缝、中石院天坑、下石院天坑、七十二岔洞、龙泉洞、仙人洞、猴子坨伏流、白果伏流、洞穴生物和保护区内的自然生态环境。

### 箐口天坑
箐口天坑景区位于武隆区后坪乡，包括箐口天坑、牛鼻洞天坑、打锣凼天坑、天平庙天坑、石王洞天坑五个天坑和二王洞、三王洞、麻湾洞等，是世界上目前发现的唯一的地表水冲蚀成因的天坑群。

### 芙蓉洞
芙蓉洞位于武隆区江口镇的芙蓉江畔，距武隆县城20公里。
芙蓉洞全长2700米，以竖井众多、洞穴沉积物类型齐全著称。芙蓉洞周围的竖井是目前国内外发现的最大竖井群。洞内有70多种沉积物，几乎包括了钟乳石类所有沉积类型。